# Palais des sports de Diamniadio
Le Palais des Sports de Diamniadio, ou Dakar Arena, est une infrastructure sportive située à Diamniadio au Sénégal, inaugurée le 8 août 2018. Elle est notamment prévue pour accueillir des compétitions de basket-ball. Elle dispose d'une capacité de 15 000 places.

## Historique

### Contexte
Après la victoire des Sénégalaises à l'AfroBasket 2015, Macky Sall promet la construction d'une nouvelle salle de basket-ball. Cette nouvelle infrastructure doit remplacer le Stadium Marius-Ndiaye qui ne répond plus aux normes internationales.

### Construction
La première pierre de l'édifice est posée le 9 mai 2016 par le président Macky Sall en présence, entre autres, du premier ministre Mahammed Boun Abdallah Dionne et des capitaines des équipes de basket féminine et masculine, Aya Traoré et Gorgui Dieng.
Le palais des sports est construit en 27 mois, par l'entreprise turque Summa. 

### Inauguration
L'enceinte est inaugurée le 8 août 2018 en présence de Macky Sall.
Un match de basket entre les équipes de moins de 18 ans du Sénégal et de la Turquie est organisé à cette occasion.

### Exploitation
La SOGIP a annoncé que l'exploitation de la Dakar Arena serait confiée à des opérateurs privés.

## Utilisations
- Championnat d'Afrique féminin de basket-ball 2019